# Organizace vědeckého a průmyslového výzkumu Commonwealthu
Organizace vědeckého a průmyslového výzkumu Commonwealthu (anglicky: Commonwealth Scientific and Industrial Research Organisation, zkratka CSIRO) je federální vládní agentura vědeckého výzkumu v Austrálii. Základním cílem je zlepšování ekonomických a sociálních podmínek v průmyslu ve prospěch společnosti. Spolupracuje s předními odbornými organizacemi ve světě a nakladatelství CSIRO Publishing vydává časopisy obsahující vědecké novinky.
K rozvoji světové vědy CSIRO přispělo podílem na objevech analytické metody atomové absorpční spektrometrie, základních komponent technologie Wi-Fi, vývojem prvních polymerových bankovek používaných v obchodním styku, vynálezem repelentu Aerogard a zavedením řady biologických kontrolních mechanizmů na australském území, jakými se staly umělé rozšíření myxomatózy a králičího moru s cílem regulovat přemnoženou populaci králíků.
Organizace byla původně založena v roce 1916 jako Advisory Council of Science and Industry (Poradní sbor vědy a průmyslu) z iniciativy australského premiéra Billa Hughese.

## Vědecké skupiny a iniciativy

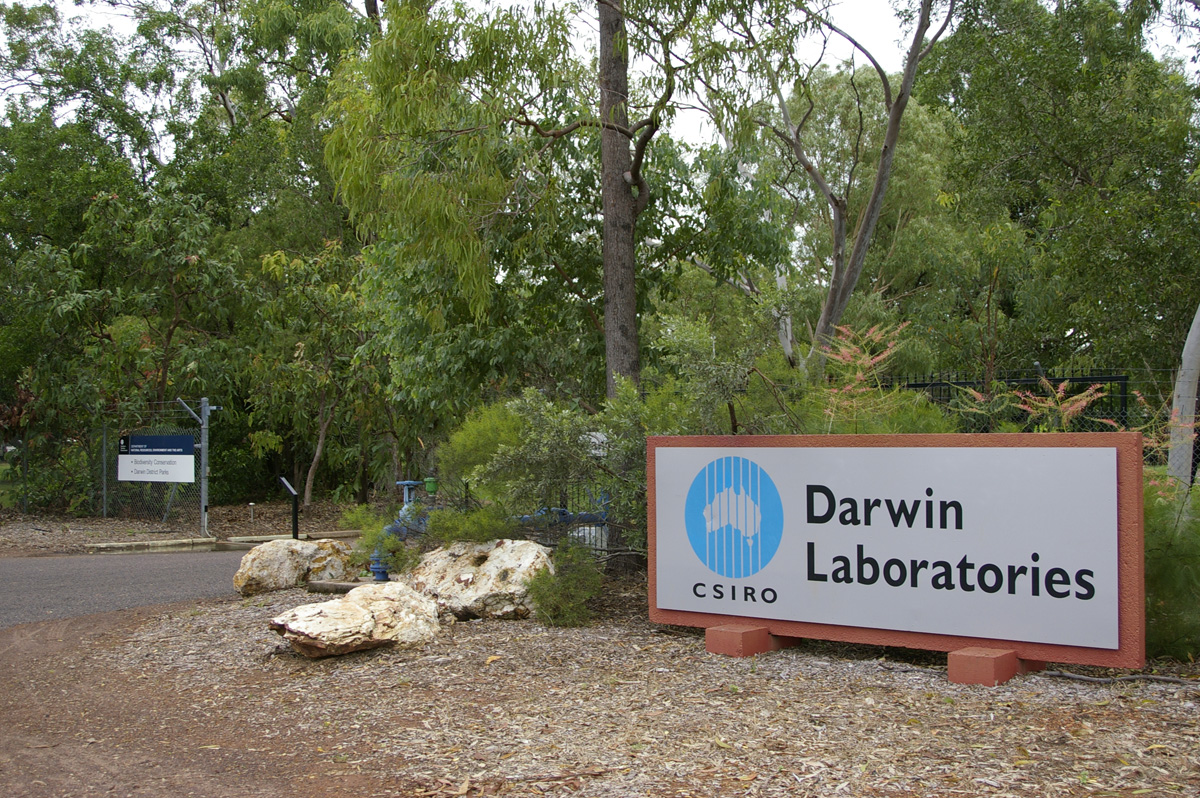
Laboratoře CSIRO v Darwinu

Z ředitelství organizace v australské metropoli Canbeře je spravováno více než padesát poboček napříč kontinentem a vědecké stanice biologické kontroly ve Francii a Mexiku, s celkovým počtem přesahujícím pět tisíc zaměstnanců. Základní náplní organizace je formulování cílů a závazků ze strany australské vlády a hledání nových cest pro růst blahobytu společnosti, stejně jako podpora a účast na ekonomických a sociálních programech řady hospodářských odvětví prostřednictvím vědy a rozvoje. CSIRO spolupracuje s dalšími světovými organizacemi a nakladatelství CSIRO Publishing vydává vědecká periodika.
K roku 2014 existovalo deset prioritních oblastí výzkumu a dvanáct oblastí zajišťujících služby. Odpovědným členem australské vlády ve vztahu k organizaci je ministr průmyslu, inovací a vědy.

### Hlavní iniciativy
CSIRO navrhla hlavní iniciativy ve smyslu svých „vlajkových lodí“ tak, aby se zaměřily na sjednocení a řízení národních vědeckých zdrojů. V květnu 2005 vláda oznámila zřízení fondu Flagship Collaboration Fund s částkou 97 milionů dolarů, se záměrem rozvoje spolupráce vědeckých týmů univerzit, CSIRO a dalších vědeckých agentur. V červenci 2014 došlo ke sloučení všech existujících vědeckých skupin do deseti vědeckých oblastí:
- Potraviny a výživa

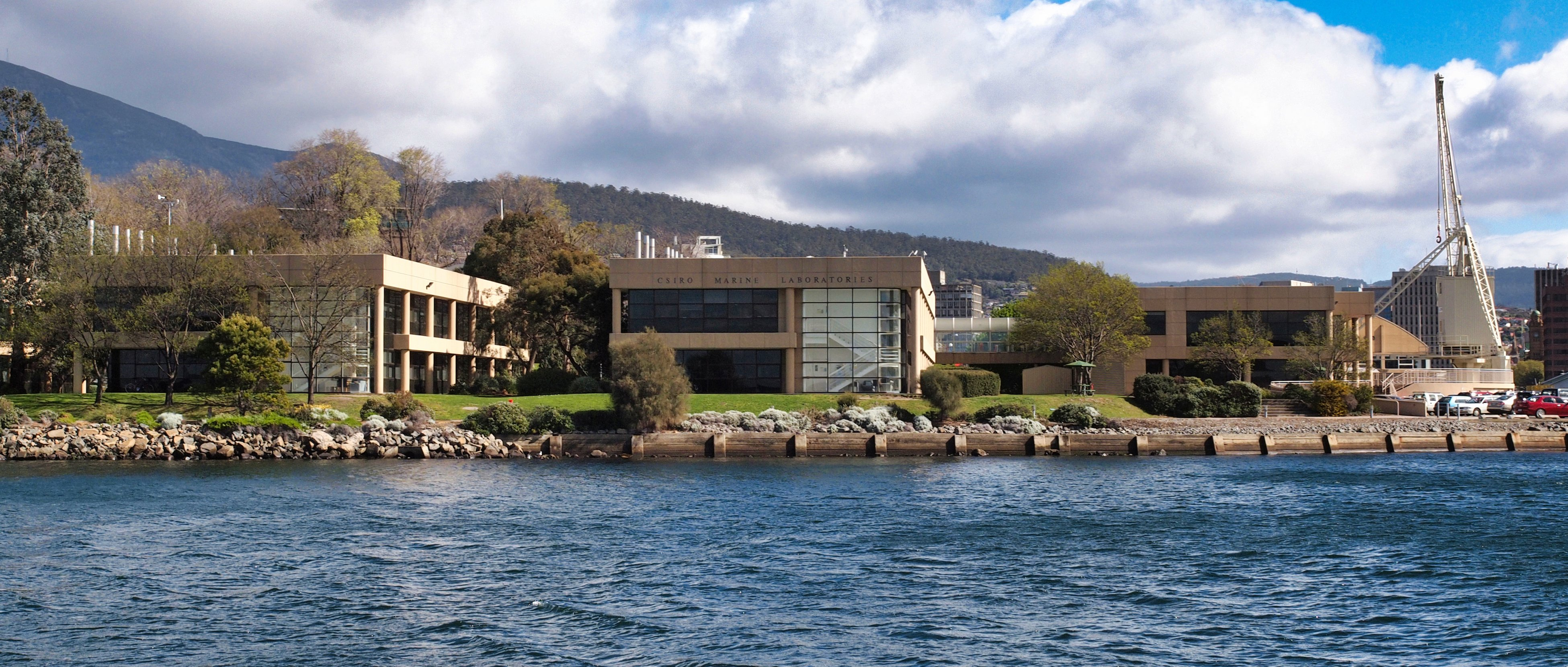
Centrum výzkumu moře a atmosféry CSIRO v Hobartu

- Astronomie a výzkum vesmíru (včetně Australia Telescope National Facility)
- Zemědělství
- Biologická bezpečnost (biosecurity)
- Energie
- Minerální zdroje
- Oceány a atmosféra
- Země a voda
- Data61
- Průmyslová výroba

CSIRO také participuje na společných projektech:
- The Australian e-Health Research Centre – s queenslandskou vládou
- CSIRO Chile Centre of Excellence
- Australský synchrotron
- Canberra Deep Space Communication Complex (CDSCC) – s NASA a JPL

## Vývoj názvu
- 1916–1920 : Advisory Council of Science and Industry
- 1920–1926 : Commonwealth Institute of Science and Industry
- 1926–1949 : Council for Scientific and Industrial Research (CSIR)
- 1949–1986 : Commonwealth Scientific and Industrial Research Organization (CSIRO)
- 1986–         : Commonwealth Scientific and Industrial Research Organisation (CSIRO)